# Fasil Ghebi
Fasil Ghebi (ou Ghebbi) est une fortification située en Éthiopie, à Gondar. L'enceinte royale (de Fasil : roi et Ghebi : rempart en amharique) a été fondée au XVIIe siècle par l'empereur Fasiladas (1632-1667), puis embellie et agrandie par ses successeurs. La ville-forteresse fonctionna comme centre du gouvernement éthiopien jusqu’en 1864. Elle abrite une vingtaine de palais, des bâtiments royaux, des églises richement décorées, des monastères et des bâtiments publics et privés uniques, transformés par le style baroque introduit à Gondar par les missionnaires jésuites.
Le site est inscrit depuis 1979 sur la liste du Patrimoine mondial.

## Histoire
Les origines de Fasil Ghebbi peuvent être trouvées dans la vieille tradition des empereurs éthiopiens de voyager autour de leurs possessions en nomades résidant dans des camps de tentes et vivant sur le pays. Gondar est considéré comme l'un de ces katama («camp» ou «colonie fortifiée») ou makkababya, nom appliqué au camp impérial itinérant dans la chronique royale de Baede Maryam.
De camp provisoire parmi d'autres, l'empereur en fondant Gondar, rend la ville historiquement importante par sa permanence relative. L'empereur Fasiladas rompt alors avec la tradition en l'érigeant comme sa capitale. Il commande la construction d'un édifice imposant, le château qui porte son nom qui devient sa résidence principale. 
Le style architectural particulier est influencé par les cultures indiennes et arabes et même nubiennes.
Ses successeurs aux XVIIe siècle et XVIIIe siècle ont fait eux aussi construire des palais et divers bâtiments dans cette enceinte.
Pendant la Seconde Guerre mondiale, les forces italiennes de Mussolini se retranchent à Gondar. C'est ainsi que l'enceinte impériale est bombardée par l'aviation britannique (novembre 1941) causant d'importants dégâts.

## Description
Le complexe de bâtiments comprend : 
- le château de Fasiladas érigé en premier,
- la chancellerie et la bibliothèque de son fils Yohannès Ier (empereur de 1667 à 1682),
- le château de l'impératrice Mentouab son épouse,
- le palais de Iyasou Ier (Négus de 1682 à 1706) fils de Yohannès et de Mentouab,
- le palais de David III qui régnât de 1716 à 1721,
- la salle de banquet de l'empereur Bacaffa l'Impitoyable demi-frère de David et qui lui succédât de 1721 à 1730, ses écuries,
- et trois églises: Sesame Quddus Mikael, Elfign Giyorgis et Gem Jabet Mariyam.

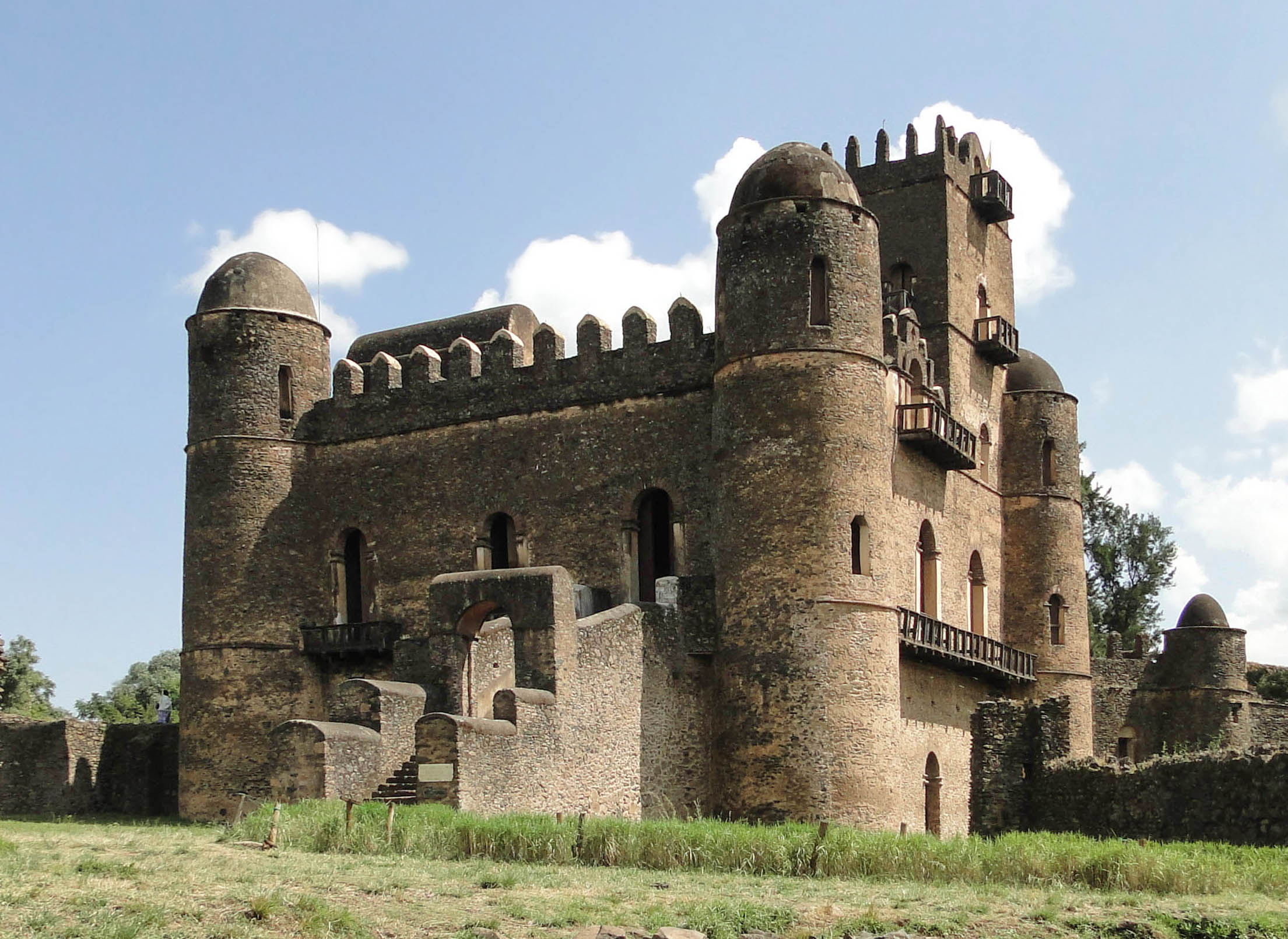
Palais de Fasiladas
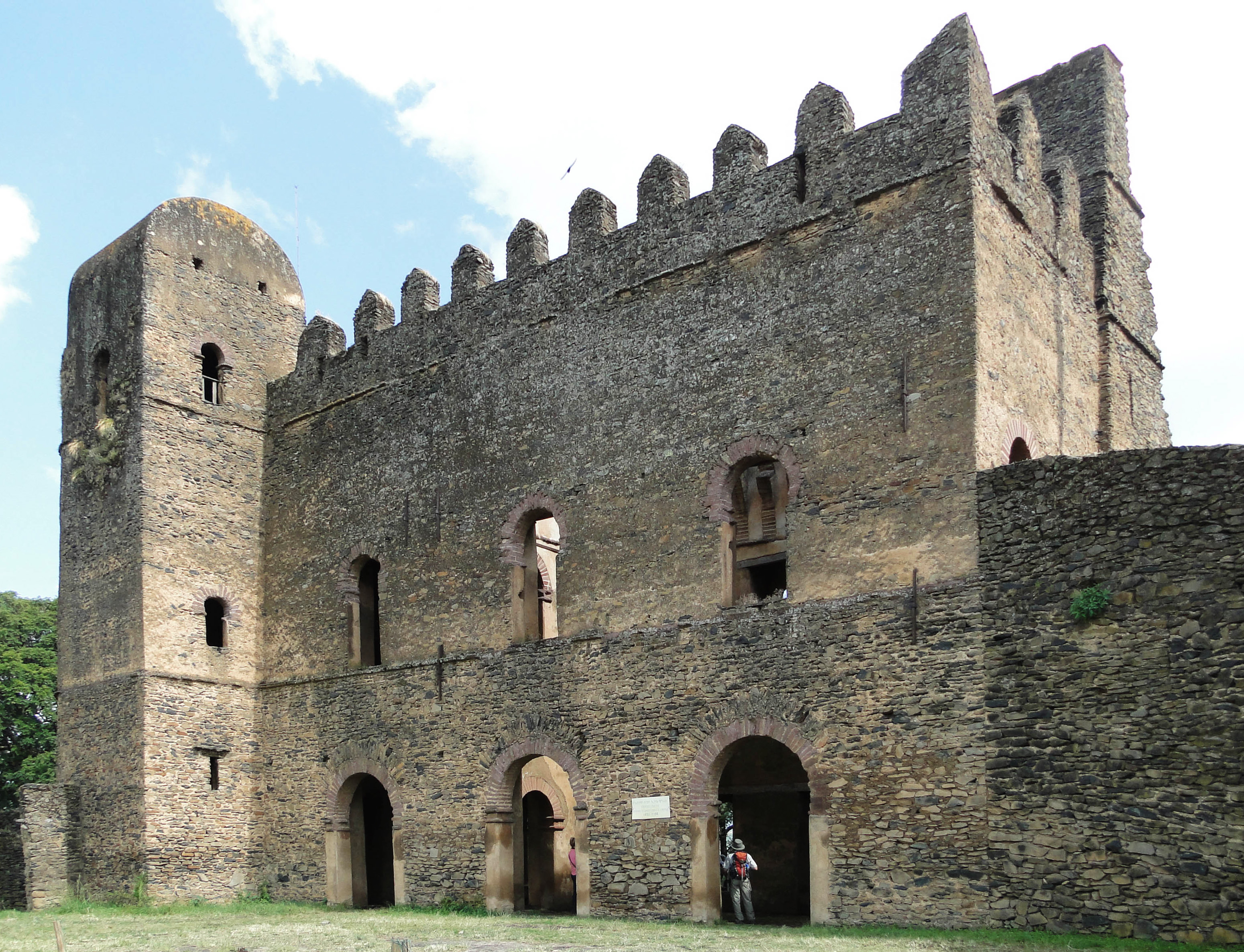
Palais de Iyasou 1er
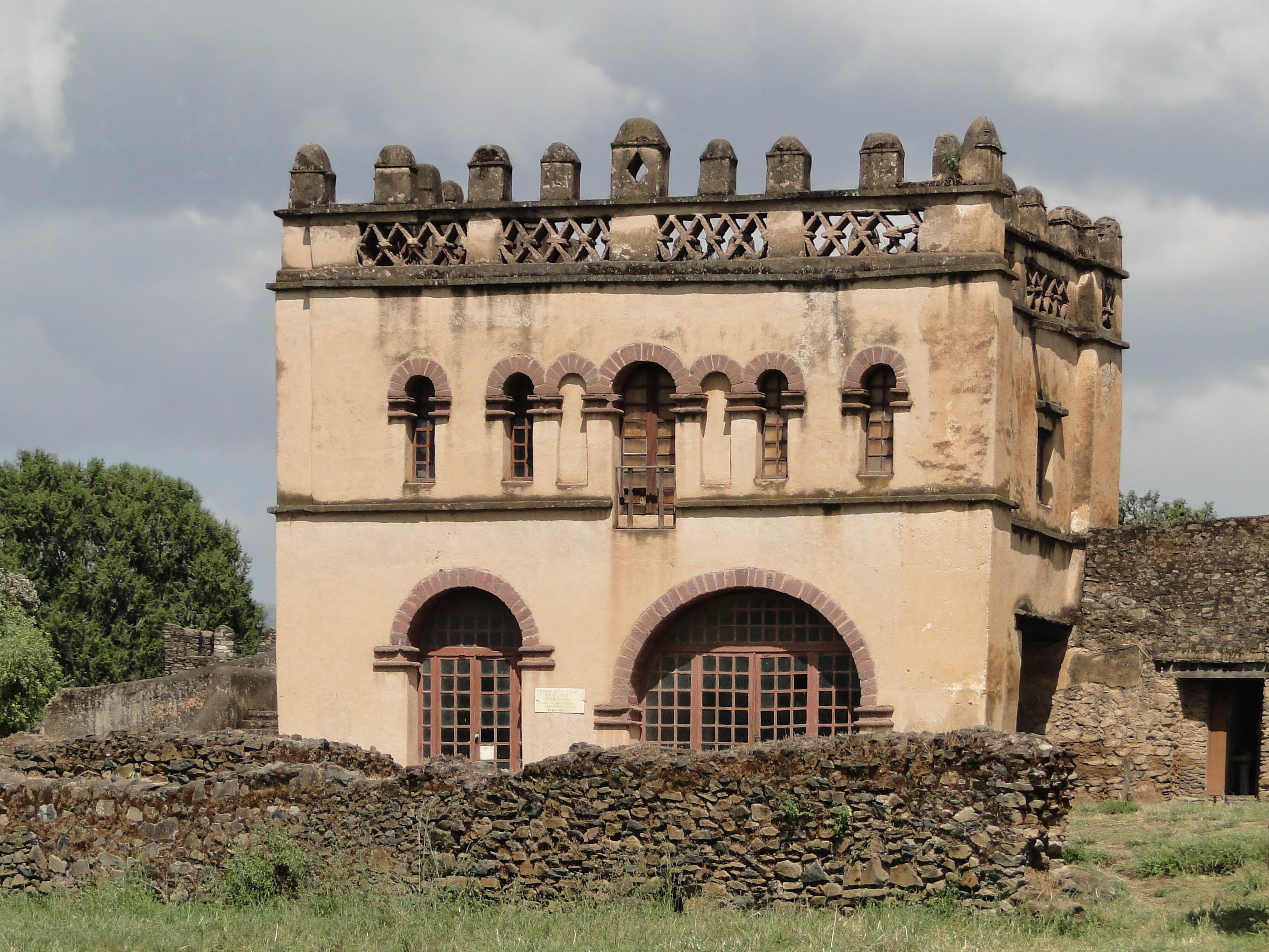
Bibliothèque de Yohannès Ier
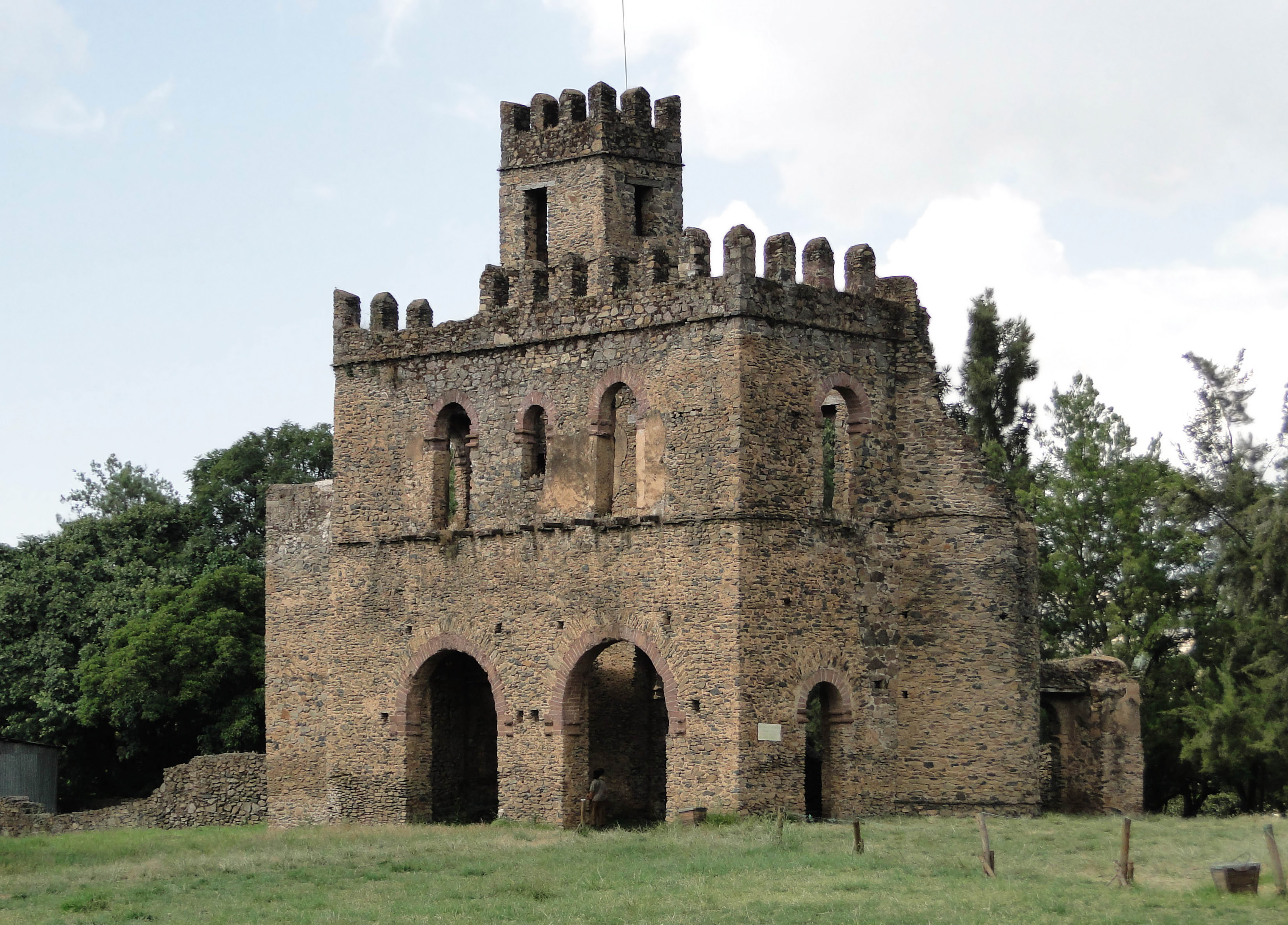
Chancellerie de Yohannès Ier
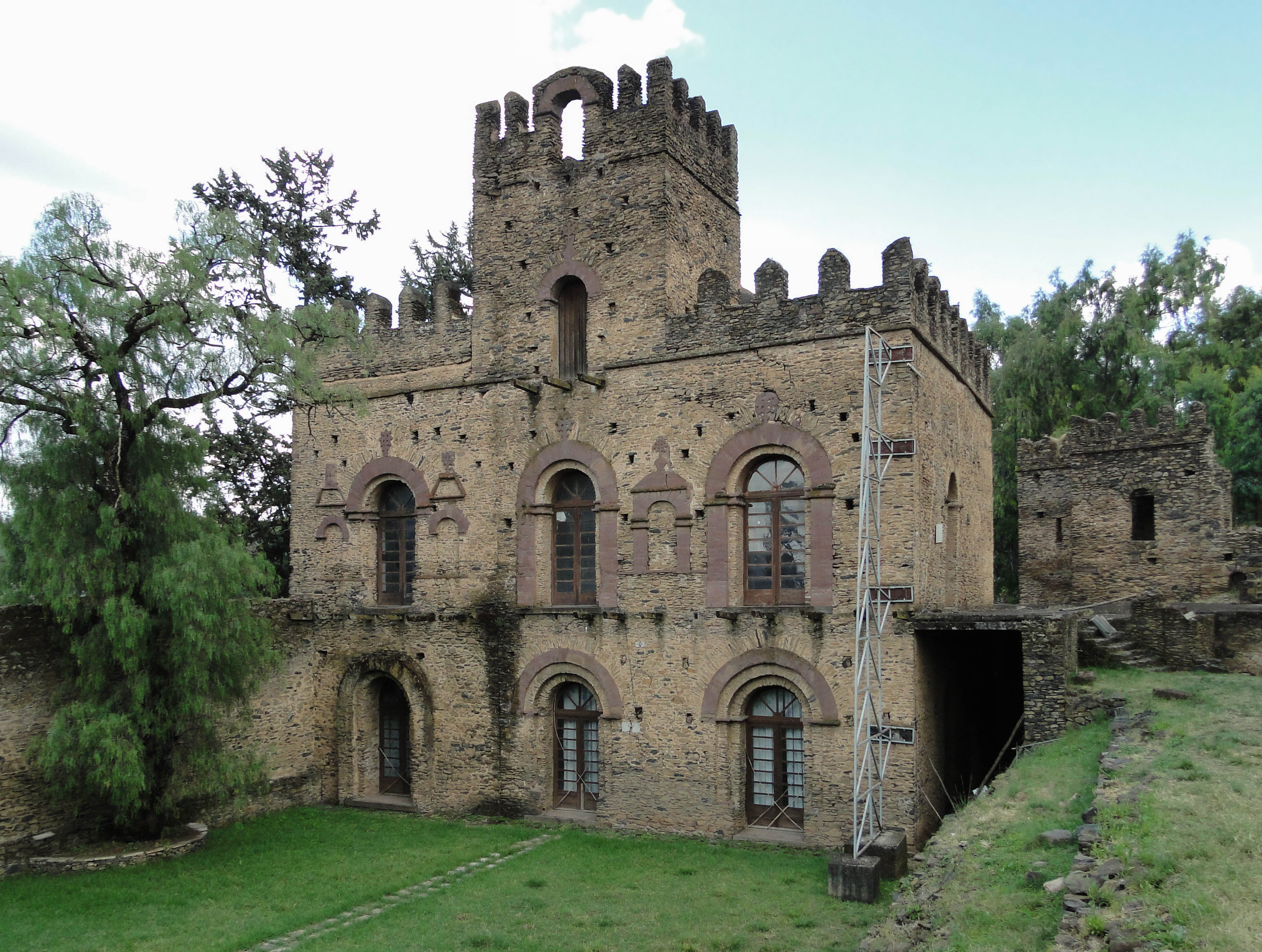
Palais de la reine Mentouab
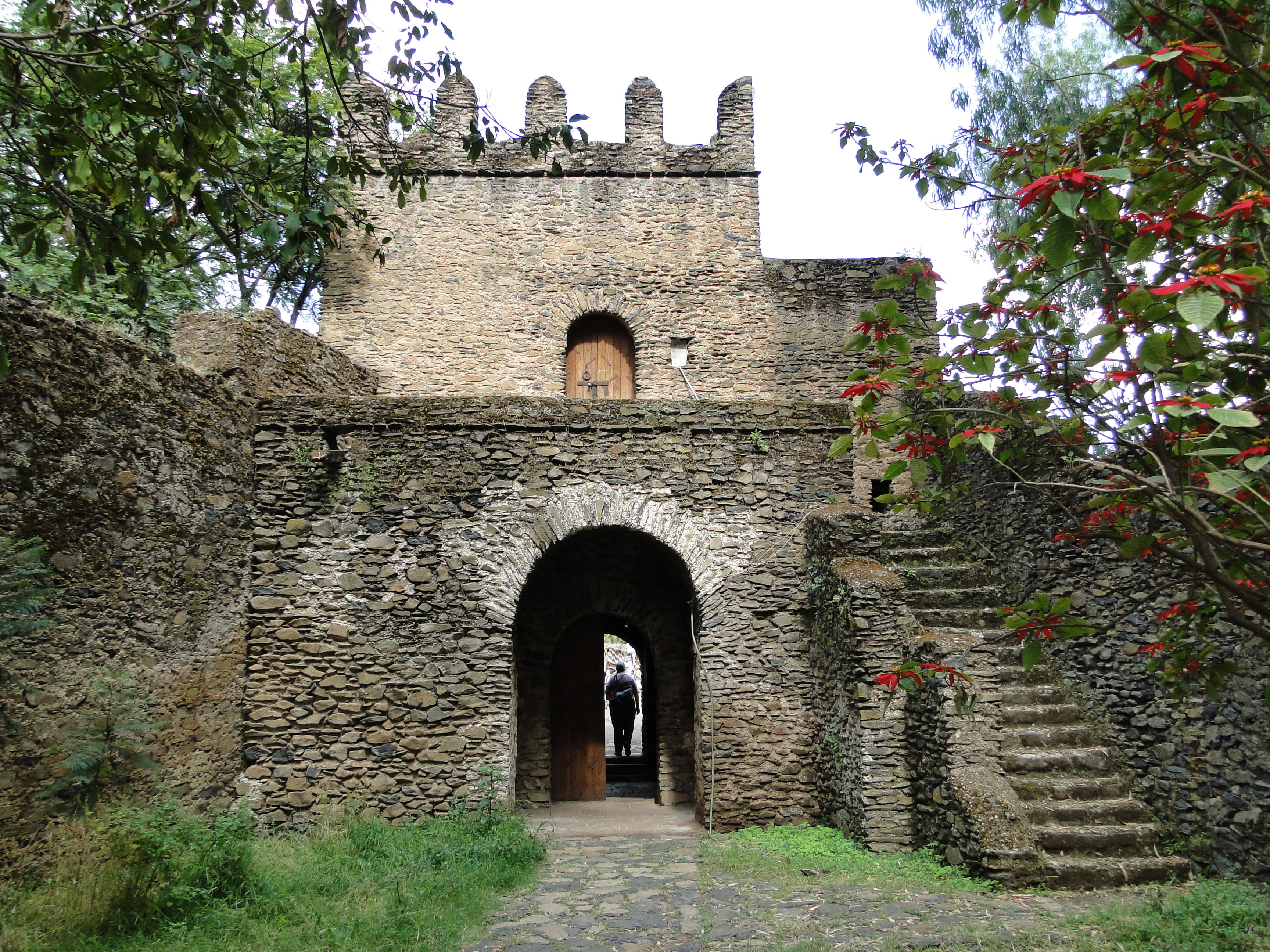
Porte du commandant de la cavalerie
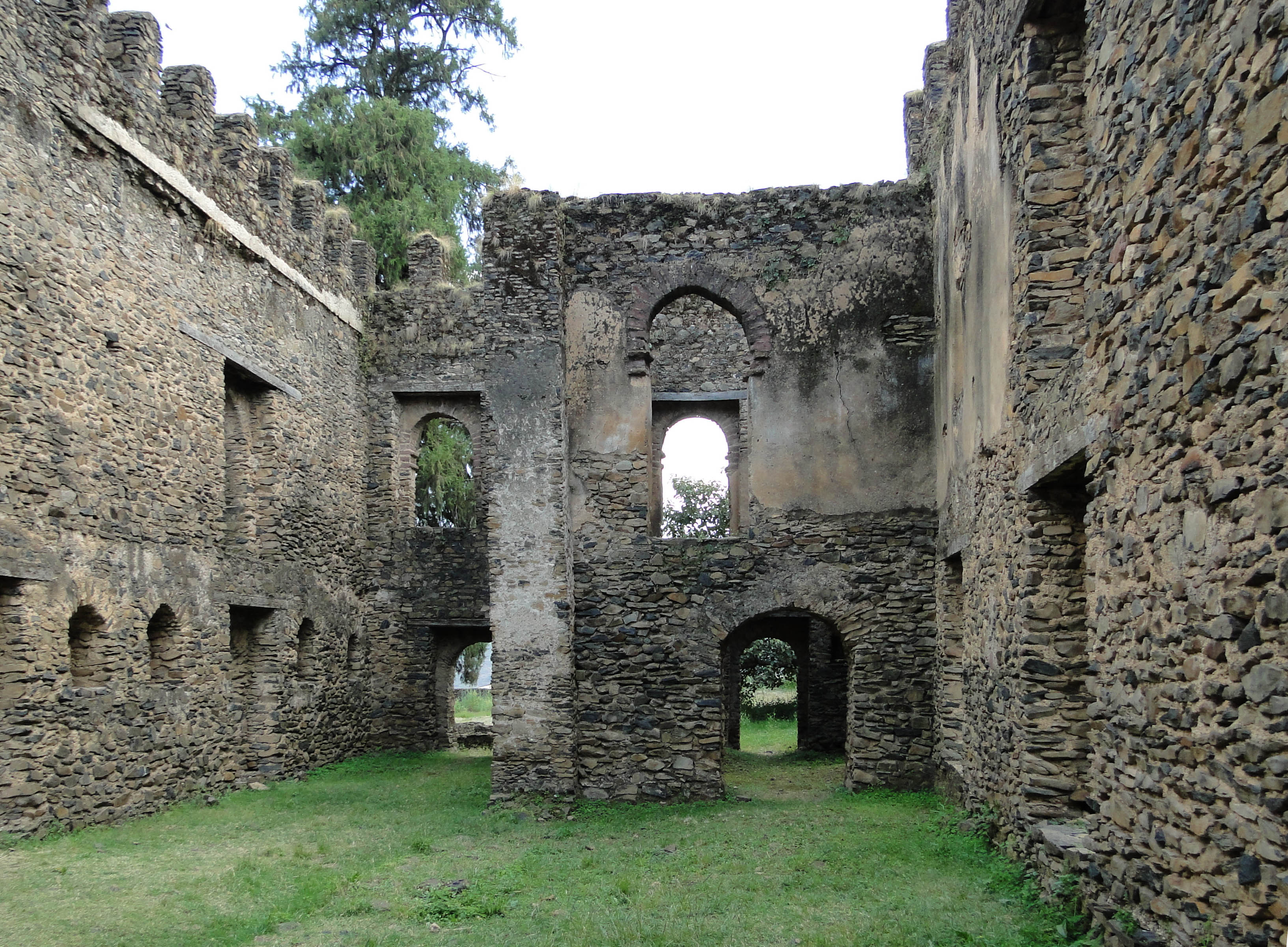
Salle des fêtes de Bacaffa
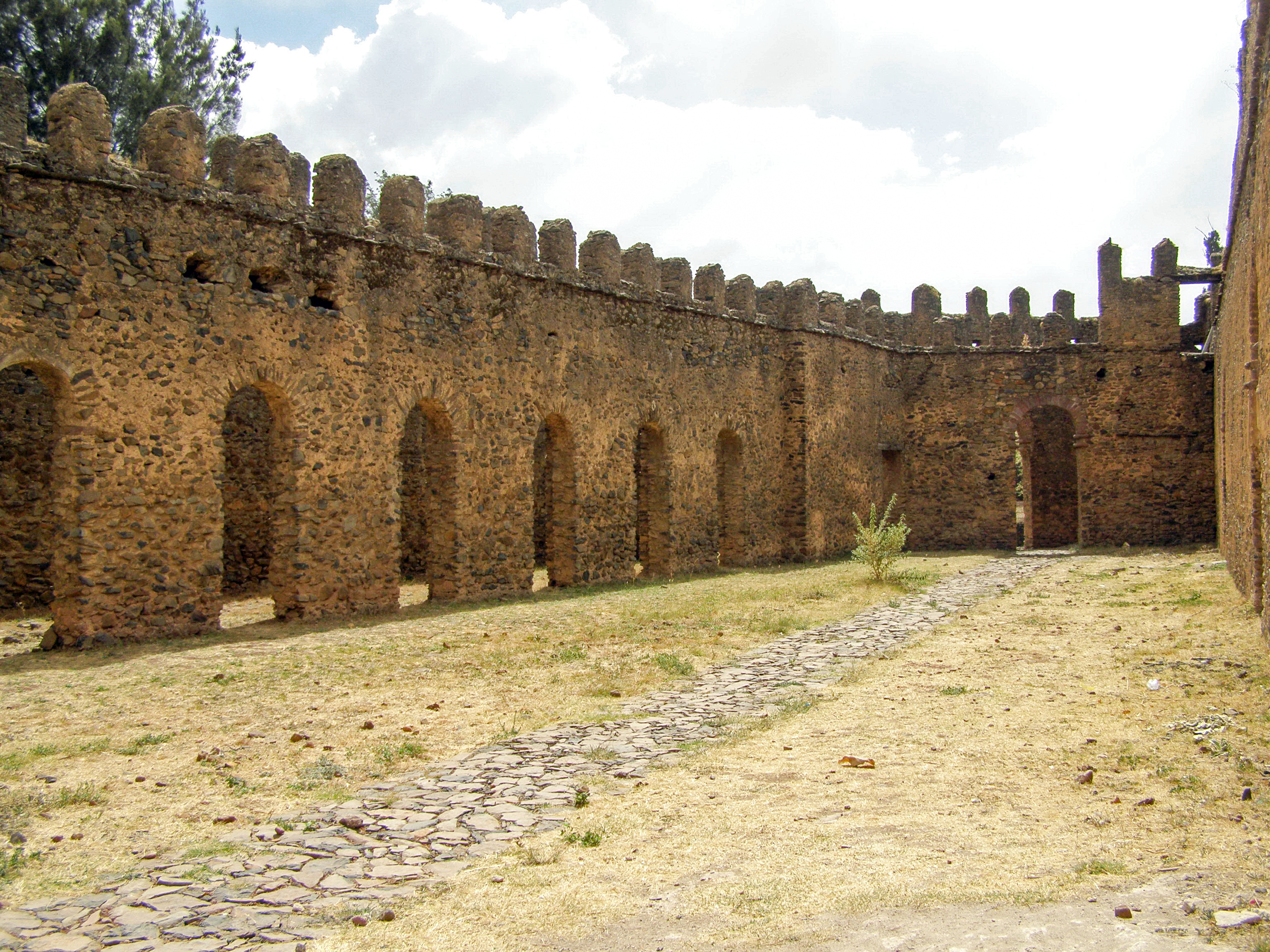
Les écuries impériales
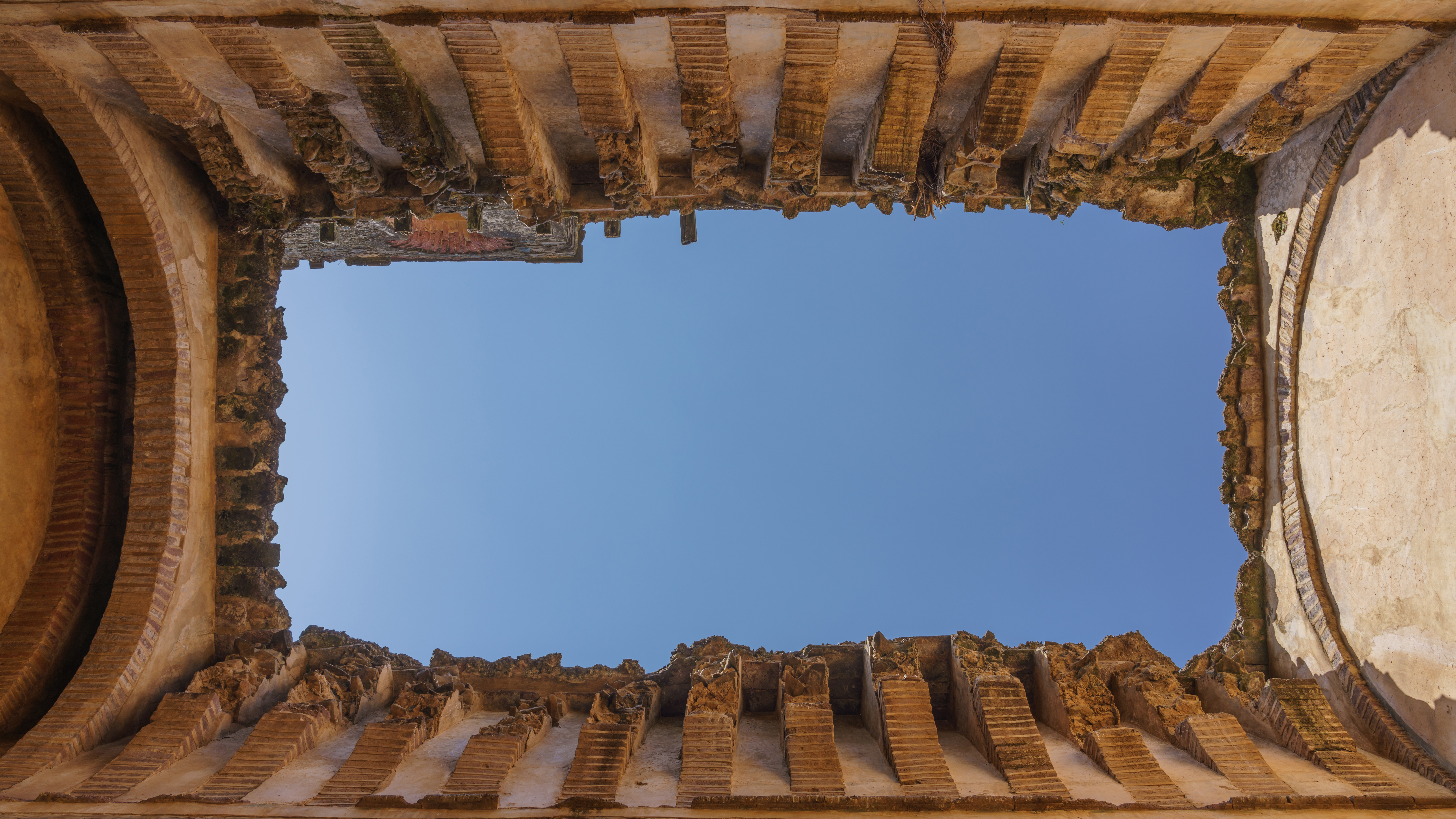
Un ancien bâtiment ayant perdu son toit.

Fasil Ghebbi couvre une superficie d'environ 7 ha. Au sud se trouve Adababay, place de Gondar, où étaient annoncées les proclamations impériales, lieu de présentation des troupes et des exécutions publiques. 
C'était aussi un marché et c'est aujourd'hui un parc. 

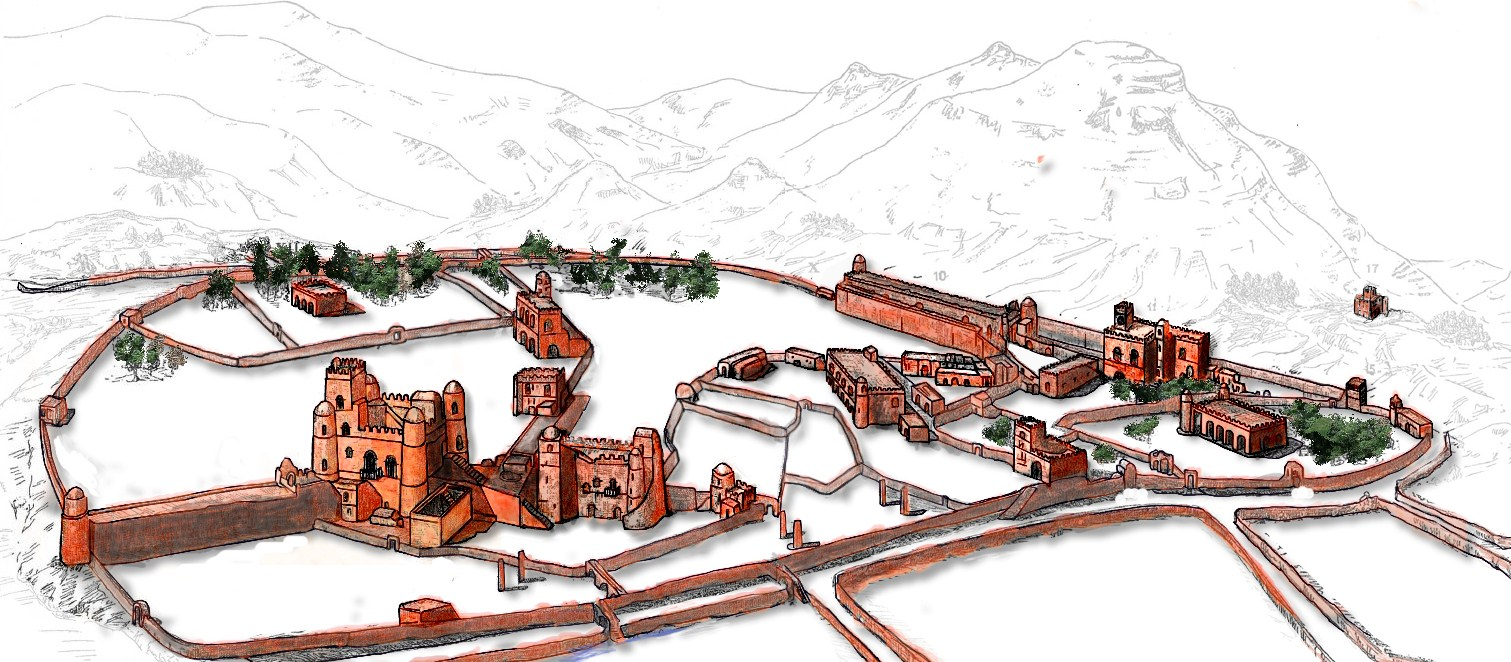
Plan de Fasil Ghebi (Le Nord est à droite)

Fasil Ghebi est entouré d'un rempart percé de douze portes. Ce sont, dans le sens antihoraire : 
- Fit Ber (aussi appelé Jan Tekle Ber) ouvrant sur Adababay ;
- Wember Ber (Porte des juges) ;
- Tazkaro Ber (Porte des commémorations funéraires) dont le pont a été détruit par les combats pendant le règne de Iyasou II ;
- Azaj Tequre Ber, qui était autrefois reliée par un pont à l'église Adababay Tekle Haymanot hors de l'enceinte ;
- Adenager Ber (Porte des Filateurs), qui a été lié par un pont à l'église Qeddus Rafael située dans le quartier des tisserands de Gondar ;
- Qwali Ber (Porte des Serviteurs de la Reine), à côté de l'entrée à l'église moderne Elfin Giyorgis ;
- Imbilta Ber (Porte des Musiciens) ;
- Elfign Ber (Porte de la Chambre privé), accès aux appartements privés du Fasil Ghebbi ;
- Balderas Ber (Porte du commandant de la cavalerie) ;
- Ras Ber, (Porte des Nobles) également connu sous le nom Qwarenyoch Ber (Porte du peuple Qwara );
- Ergeb Ber (Porte de Pigeons), également connu sous le nom Kechin Ashawa Ber (Porte des cadeaux) ;
- Inqoye Ber (Porte de la princesse Inqoye), la mère de l'impératrice Mentewab ;
- Et Gimjabet Mariyam Ber (Porte du Trésor de Marie), qui mène au cimetière de l'église Gimjabet Mariyam.

De nombreux édifices se trouvent à proximité, ainsi que dans toute la ville, tels que les thermes ou Bains de Fasiladas et l'église Debré Berhan Sélassié.